# 菲尼酮
1-苯基-3-吡唑烷酮，也称菲尼酮，化学式為C9H10N2O，是苯被吡咯酮基取代形成的化合物。
菲尼酮是一种常用于感光材料用途的有机化合物，其显影能力比常用的显影剂如米吐尔强5至10倍。与其它显影剂相比，菲尼酮的生物毒性较低，不会对皮肤造成接触性皮炎。
1-苯基-3-吡唑烷酮最早于1890年合成并发现，但在工作于英国的伊尔福有限公司的实验室职员J. D. Kendall发现这种物质对卤化银具有独特的还原能力前，其商用化用途一直不被重视。尔后，伊尔福公司将其命名为“菲尼酮”（Phenidone）并作为销售商标。1951年后开始大批量生产，供应给感光工业相关厂商。
在显影反应中菲尼酮作为还原剂，被氧化为N-苯基羟基吡唑。

在显影过程中，菲尼酮与感光底片上的溴化银反应并还原出银颗粒。

## 制备方法
菲尼酮可以通过加热苯肼与3-氯丙酸的混合溶液反应制备。